# Oechalia suehiroae
Oechalia suehiroae är en insektsart som beskrevs av Robert L. Usinger 1941. Oechalia suehiroae ingår i släktet Oechalia och familjen bärfisar. Inga underarter finns listade i Catalogue of Life.